# Échasse d'Amérique
Himantopus mexicanus
Espèce
L'Échasse d'Amérique (Himantopus mexicanus) est une espèce d'oiseaux limicoles de la famille des Recurvirostridae.

## Description
Cet oiseau mesure environ 38 cm de longueur. Sa silhouette élégante est caractéristique avec deux très longues pattes roses (dépassant nettement la queue en vol), un long cou et un bec fin et long. Le dessus du plumage est noir à l'exception du croupion et de la queue blancs tout comme le dessous du corps.

## Répartition

Carte de répartition
Aire de nidification
Voie migratoire
Présent à l'année
Aire d'hivernage

Cet oiseau peuple une partie de l'Amérique : Costa Rica...

## Alimentation
Cette espèce consomme des invertébrés qu'elle capture en eau douce ou salée.

## Taxinomie
D'après la classification de référence (version 14.1, 2024) de l'Union internationale des ornithologues, l'Échasse d'Amérique possède 2 sous-espèces (ordre philogénique) :
- Himantopus mexicanus knudseni Stejneger 1887 ;
- Himantopus mexicanus mexicanus (Statius Muller) 1776.

## Galerie

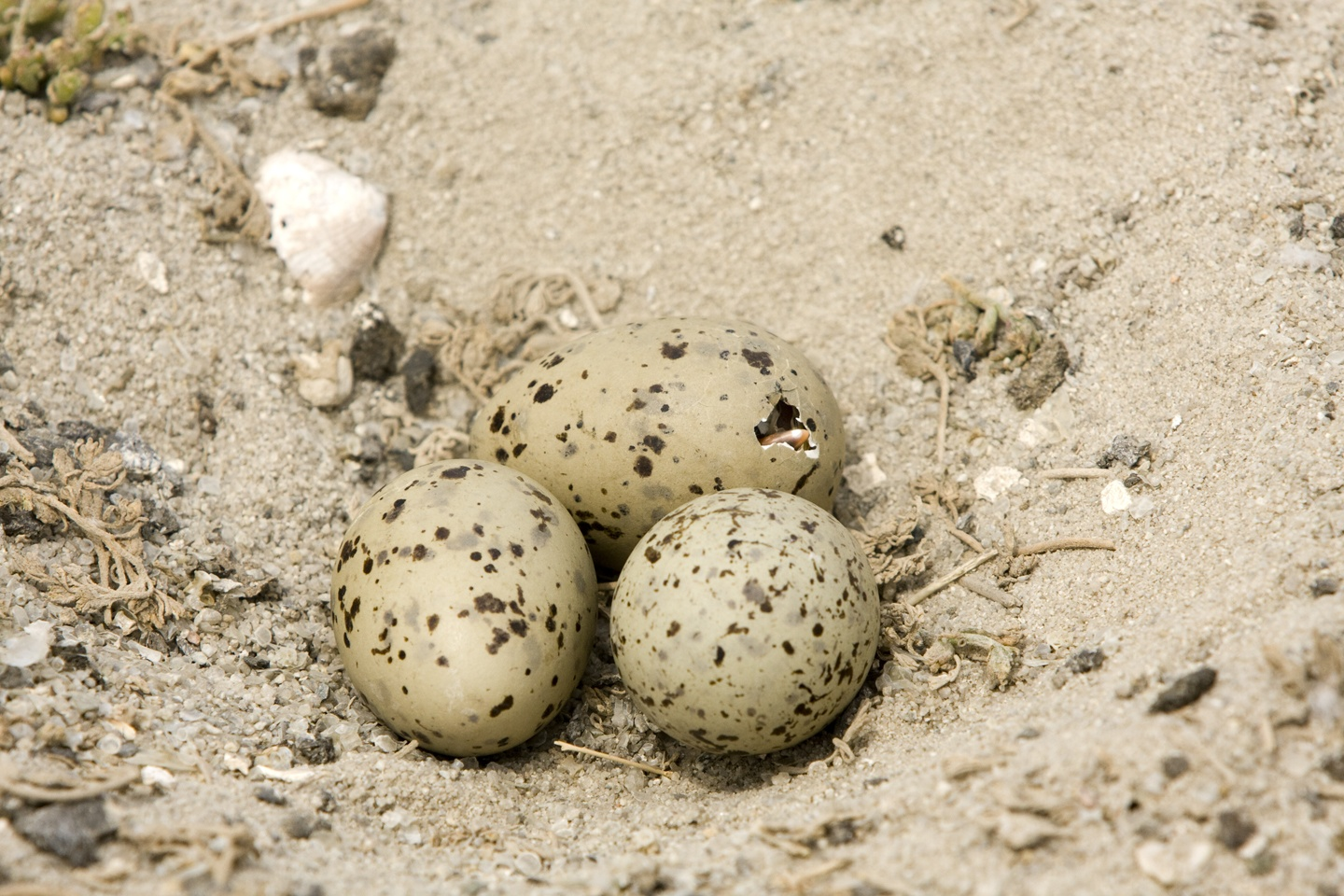
Œufs
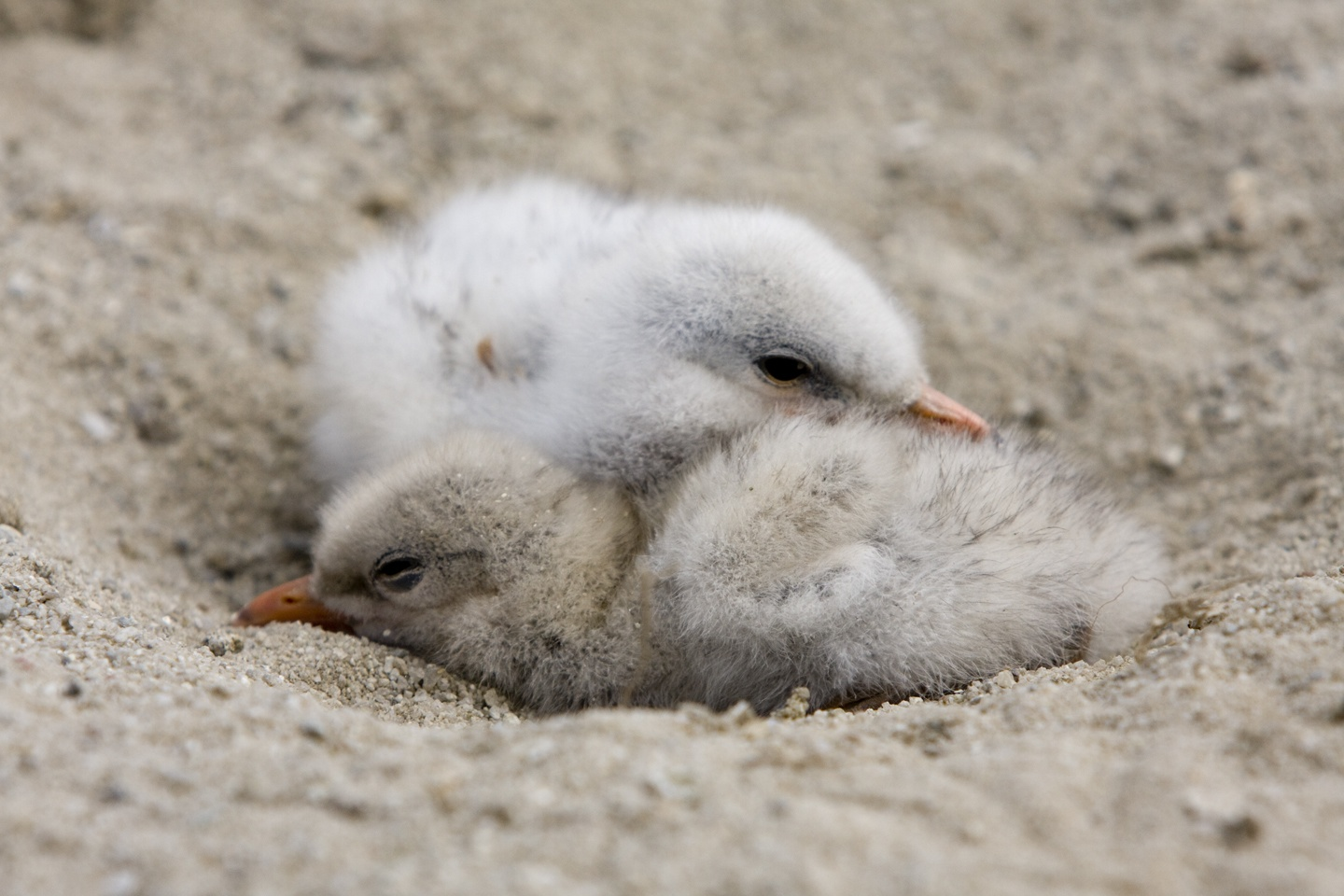
Poussins